# Pseudhammus congolensis
Pseudhammus congolensis là một loài bọ cánh cứng trong họ Cerambycidae.